# Eishockey-Eredivisie (Niederlande) 1981/82
Die Saison 1981/82 war die 22. Spielzeit der Eredivisie, der höchsten niederländischen Eishockeyspielklasse. Meister wurden zum insgesamt sechsten Mal in der Vereinsgeschichte die Heerenveen Flyers. 

## Modus
In der Hauptrunde absolvierte jede der acht Mannschaften insgesamt 28 Spiele. Die vier bestplatzierten Mannschaften qualifizierten sich für die Finalrunde, in der der Meister ausgespielt wurde. Für einen Sieg erhielt jede Mannschaft zwei Punkte, bei einem Unentschieden gab es einen Punkt und bei einer Niederlage null Punkte.

## Hauptrunde

### Tabelle
|    | Klub                     | Sp | S  | U | N  | T   | GT  | Punkte |
| -- | ------------------------ | -- | -- | - | -- | --- | --- | ------ |
| 1. | Heerenveen Flyers        | 28 | 24 | 0 | 4  | 223 | 88  | 48     |
| 2. | Nijmegen Tigers          | 28 | 19 | 2 | 7  | 172 | 113 | 40     |
| 3. | Amstel Tijgers Amsterdam | 28 | 17 | 3 | 8  | 166 | 116 | 37     |
| 4. | Tilburg Trappers         | 28 | 16 | 1 | 11 | 153 | 111 | 33     |
| 5. | H.H.IJ.C. Den Haag       | 28 | 11 | 3 | 14 | 134 | 121 | 25     |
| 6. | S.IJ. Den Bosch          | 28 | 10 | 3 | 15 | 117 | 163 | 23     |
| 7. | DLJ Leeuwarden           | 28 | 5  | 1 | 22 | 116 | 256 | 11     |
| 8. | Eindhoven Kemphanen      | 28 | 3  | 1 | 24 | 87  | 200 | 7      |

Sp = Spiele, S = Siege, U = Unentschieden, N = Niederlagen

## Finalrunde
|    | Klub                     | Sp | S  | U | N | T   | GT | Punkte |
| -- | ------------------------ | -- | -- | - | - | --- | -- | ------ |
| 1. | Heerenveen Flyers        | 12 | 11 | 0 | 1 | 100 | 34 | 22     |
| 2. | Nijmegen Tigers          | 12 | 5  | 1 | 6 | 69  | 74 | 11     |
| 3. | Amstel Tijgers Amsterdam | 12 | 4  | 2 | 6 | 55  | 76 | 10     |
| 4. | Tilburg Trappers         | 12 | 1  | 3 | 8 | 42  | 82 | 5      |

Sp = Spiele, S = Siege, U = Unentschieden, N = Niederlagen